# Leonardo Sandri
Leonardo Sandri (Buenos Aires, 18 novembre 1943) è un cardinale e arcivescovo cattolico argentino, dal 24 gennaio 2020 sottodecano del Collegio cardinalizio e dal 21 novembre 2022 prefetto emerito del Dicastero per le Chiese orientali.

## Biografia
Nasce a Buenos Aires, sede arcivescovile, il  18 novembre 1943 da Antonio Enrico Sandri e Nella Righi, emigranti trentini in Argentina provenienti dalla cittadina di Ala.

### Formazione e ministero sacerdotale
Il 2 dicembre 1967 è ordinato presbitero dall'arcivescovo Juan Carlos Aramburu.
Il 22 agosto 1991 fa il suo ingresso al servizio della Curia Romana in qualità di reggente della Prefettura della casa pontificia.
Dal 2 aprile 1992 è assessore per gli affari generali della Segreteria di Stato della Santa Sede.

### Ministero episcopale e cardinalato
Il 22 luglio 1997 papa Giovanni Paolo II lo nomina nunzio apostolico in Venezuela e arcivescovo titolare di Cittanova; succede a Oriano Quilici, precedentemente nominato nunzio apostolico in Svizzera e Liechtenstein. L'11 ottobre successivo riceve l'ordinazione episcopale, nella basilica di San Pietro in Vaticano, dal cardinale Angelo Sodano, co-consacranti il cardinale Juan Carlos Aramburu e l'arcivescovo Giovanni Battista Re.
Il 1º marzo 2000 è trasferito alla nunziatura apostolica in Messico, succedendo così a Justo Mullor García, precedentemente nominato presidente della Pontificia accademia ecclesiastica.
Il 16 settembre dello stesso anno è nominato sostituto per gli affari generali della Segreteria di Stato della Santa Sede; succede a Giovanni Battista Re, nominato prefetto della Congregazione per i vescovi.
Fu lui a dare l'annuncio della morte di papa Giovanni Paolo II la sera del 2 aprile 2005 in piazza San Pietro.
Il 9 giugno 2007 papa Benedetto XVI lo nomina prefetto della Congregazione per le Chiese orientali e gran cancelliere del Pontificio istituto orientale; succede al cardinale Ignazio Mosé I Daoud, dimessosi per raggiunti limiti di età.
Nel concistoro del 24 novembre 2007 papa Benedetto XVI lo crea cardinale diacono dei Santi Biagio e Carlo ai Catinari; il 2 dicembre seguente prende possesso della diaconia.
Il 12 e il 13 marzo 2013 partecipa come cardinale elettore al conclave che porta all'elezione di papa Francesco.
Il 19 maggio 2018 opta per l'ordine presbiterale mantenendo la sua diaconia elevata pro illa vice a titolo. Il 26 giugno dello stesso anno papa Francesco, derogando ai canoni 350 §§ 1-2 e 352 §§ 2-3 del Codice di diritto canonico, lo eleva all'ordine dei cardinali vescovi, con effetto dal 28 giugno successivo.
Il 24 gennaio 2020 papa Francesco approva la sua elezione a sottodecano del Collegio cardinalizio.
Il 21 novembre 2022 gli succede nell'incarico di prefetto del Dicastero per le Chiese orientali l'arcivescovo Claudio Gugerotti, fino ad allora nunzio apostolico in Gran Bretagna.
Il 18 novembre 2023 compie ottant'anni e, in base a quanto disposto dal motu proprio Ingravescentem Aetatem di papa Paolo VI del 1970, esce dal novero dei cardinali elettori e decade da tutti gli incarichi ricoperti nella Curia romana.
È stato membro delle congregazioni per la dottrina della fede, per i vescovi, per l'evangelizzazione dei popoli, per l'educazione cattolica, del Supremo tribunale della Segnatura apostolica, del dicastero per la comunicazione, dei pontifici consigli per la promozione dell'unità dei cristiani, per il dialogo interreligioso, per i testi legislativi, della Pontificia commissione per lo Stato della Città del Vaticano e consigliere della Pontificia commissione per l'America Latina.

## Genealogia episcopale e successione apostolica
La genealogia episcopale è:
- Cardinale Scipione Rebiba
- Cardinale Giulio Antonio Santori
- Cardinale Girolamo Bernerio, O.P.
- Arcivescovo Galeazzo Sanvitale
- Cardinale Ludovico Ludovisi
- Cardinale Luigi Caetani
- Cardinale Ulderico Carpegna
- Cardinale Paluzzo Paluzzi Altieri degli Albertoni
- Papa Benedetto XIII
- Papa Benedetto XIV
- Papa Clemente XIII
- Cardinale Marcantonio Colonna
- Cardinale Giacinto Sigismondo Gerdil, B.
- Cardinale Giulio Maria della Somaglia
- Cardinale Carlo Odescalchi, S.I.
- Vescovo Eugène de Mazenod, O.M.I.
- Cardinale Joseph Hippolyte Guibert, O.M.I.
- Cardinale François-Marie-Benjamin Richard
- Cardinale Pietro Gasparri
- Cardinale Clemente Micara
- Cardinale Antonio Samorè
- Cardinale Angelo Sodano
- Cardinale Leonardo Sandri

La successione apostolica è:
- Vescovo Vicente Juan Segura (2005)
- Vescovo Claudiu-Lucian Pop (2011)
- Vescovo Georges Abou Khazen, O.F.M. (2014)
- Vescovo Maurizio Malvestiti (2014)
- Vescovo Rubén Tierrablanca González, O.F.M. (2016)
- Cardinale Pierbattista Pizzaballa, O.F.M. (2016)
- Vescovo César Essayan, O.F.M.Conv. (2016)
- Vescovo Claudio Lurati, M.C.C.I. (2020)
- Cardinale Dominique Joseph Mathieu, O.F.M.Conv. (2021)
- Vescovo Massimiliano Palinuro (2021)